# Dondușeni
Dondușeni este un oraș din nordul Republicii Moldova, reședința raionului omonim.

## Etimologie
Numele orașului provine de la denumirea satului Dondușeni, aflat în apropierii liniei de calea ferată Bălți-Ocnița construită în anul 1897.

## Geografie

### Amplasare
Orașul Dondușeni este situat în vecinătatea căii ferate Bălți-Ocnița, la 197 km nord de municipiul Chișinău.

### Resurse naturale
Fondul funciar al orașului constituie 3.425 ha, inclusiv terenuri ale localităților – 461 ha, terenuri ale fondului silvic – 438 ha, terenuri destinate industriei, transporturilor, alte destinații – 301 ha, fondul de rezervă – 176 ha, terenuri ale fondului de dezvoltare socială a orașului – 333 ha.

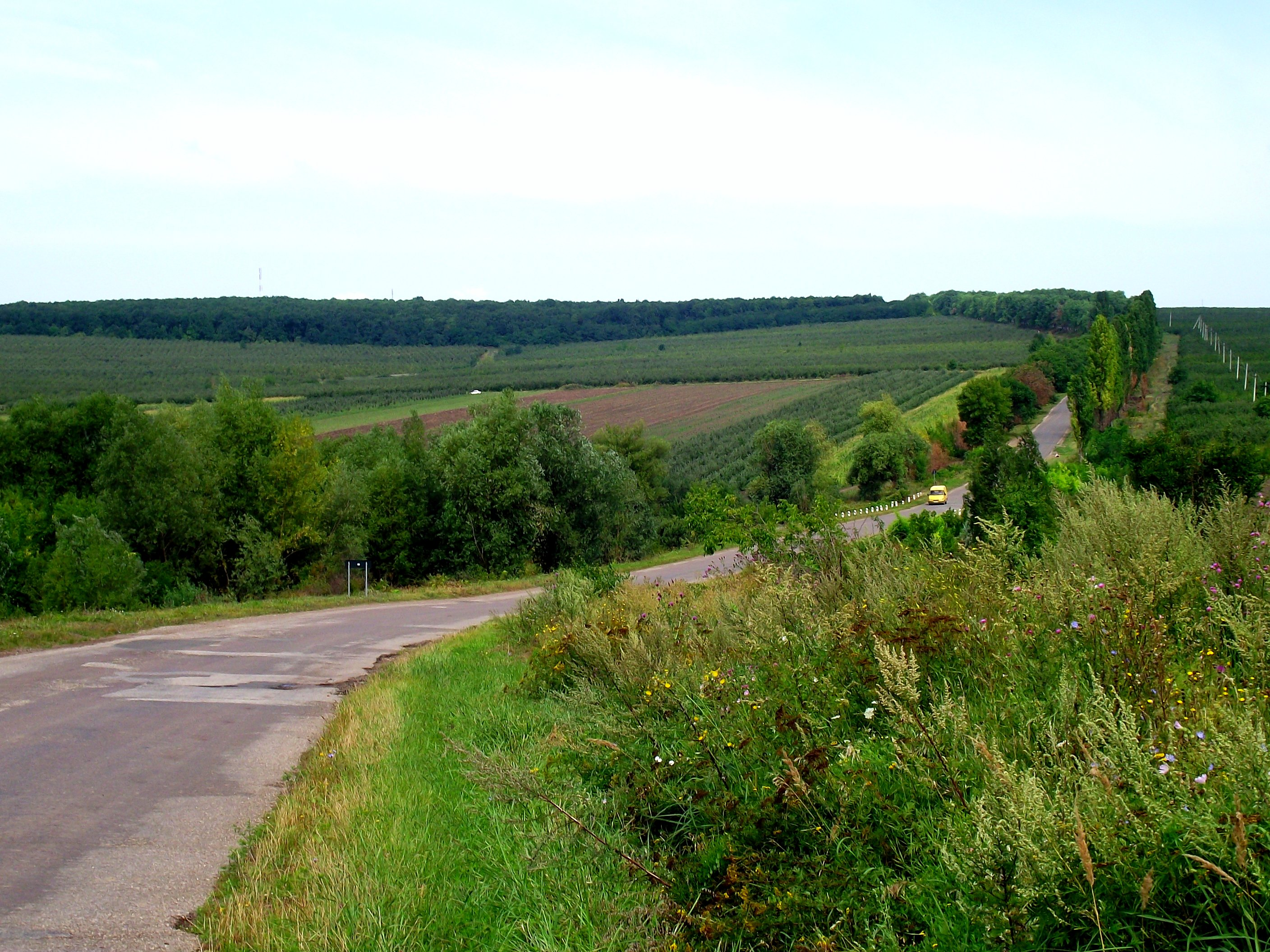
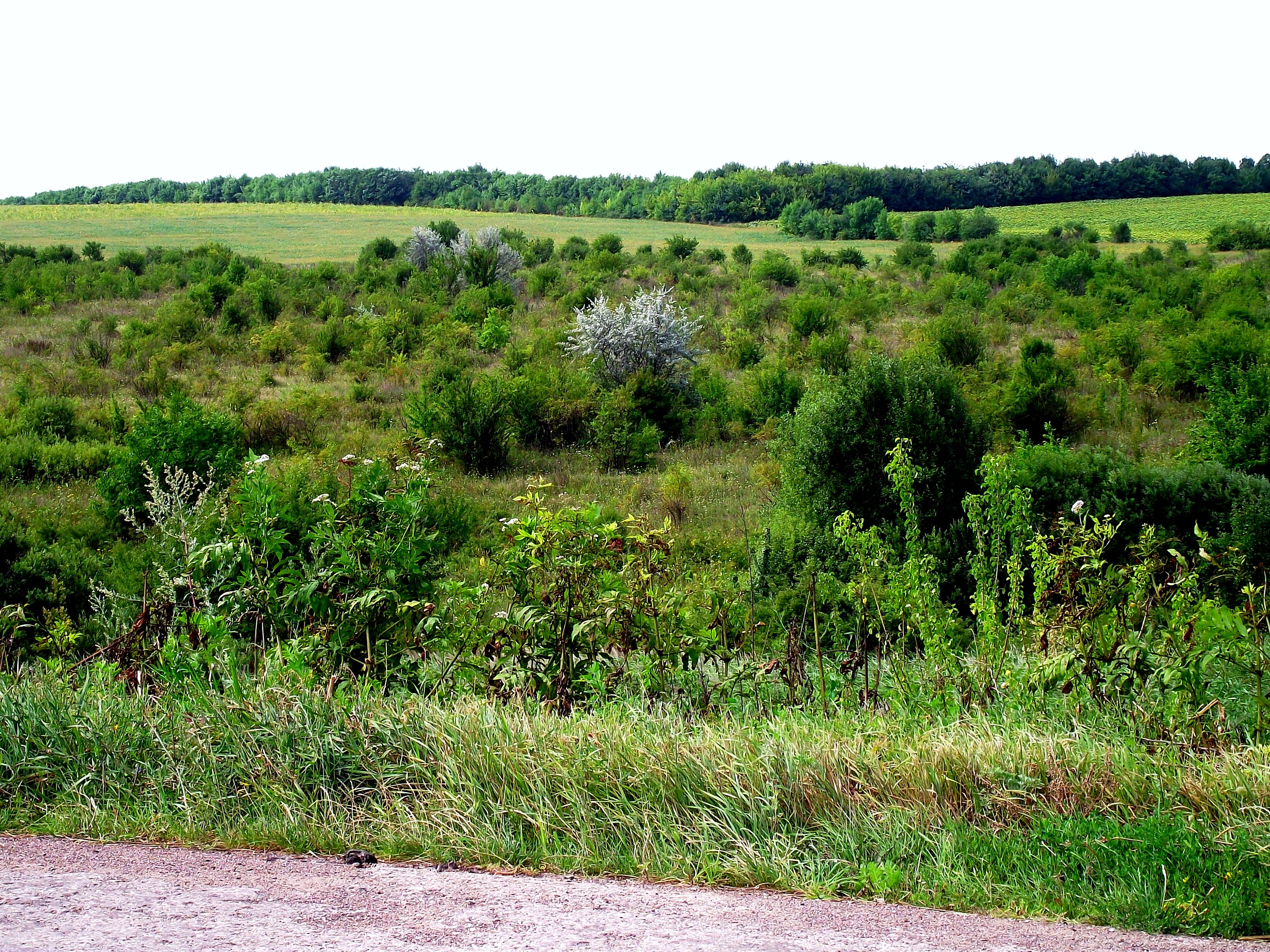
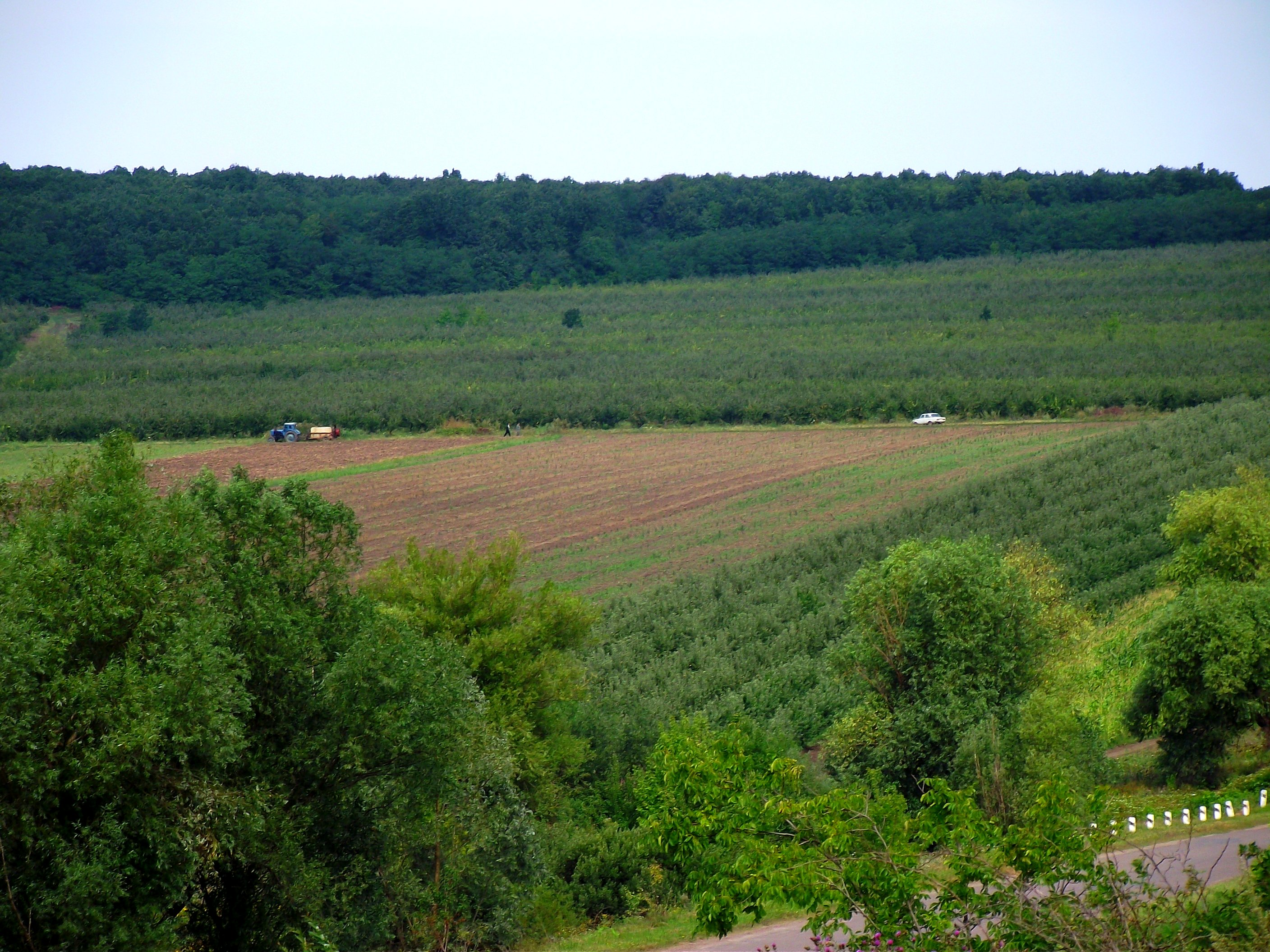

Natura adiacentă

## Istorie

### Perioada Rusiei țariste
Istoria orașului Dondușeni este strâns legată de construcția căii ferate Bălți-Ocnița, care s-a început în primăvara anului 1888 și s-a finalizat în toamna anului 1893. În toamna anului 1893 a trecut primul tren pe calea ferată nou construită și, ca urmare, această dată poate fi considerată fondarea ,,gării Dondușeni" sau a viitorului orășel, care inițial apăruse ca o stație pe tronsonul sus-numit, în ținutul Soroca, volostea (plasa) Târnova. Viitoarea localitate urmează să fie așezată pe părți din pământurile a trei sate: Dondușenii (Dondușeni), Andriești (Corbu) și Plop-Teistreni (Plop).
ARHITECTURA FEROVIARĂ, reprezentată prin granit și cărămidă roșie, a fost ca un val serios de la răscrucea secolelor XIX-XX ce, reușind să-și facă lucrarea, a lăsat, mai în fiecare gară, monumente istorice de arhitectură. Doar la gara Dondușeni s-au făcut 4 construcții, care au fost primele din localitate și, niciuna apreciată mai apoi la justa valoare. Acestea de lângă calea ferată, și una mai târzie, alcătuiesc tezaurul istorico-arhitectural al orașului Dondușeni. Gara feroviară datează din 1892, iar între anii 1902-1905, în rând cu gara, sunt ridicate celelalte trei construcții din cărămidă roșie și de aceeași valoare istorico-arhitecturală. Acestea sunt turnul de apă și două clădiri ce au fost folosite pentru diferite necesități, în secolul ce a urmat. Deși planul localității prevedea ca toate acestea să se vadă de la distanță, în capul străzilor, s-a ținut cont doar cu privire la clădirea gării, ce mai apoi, fiind acoperită cu tencuială, a pierdut mult din valoarea originală. Din nefericire, valoarea arhitecturală a acestor patru clădiri a continuat să fie ignorată, prin construcția diferitor imobile auxiliare la loc nepotrivit, precum și prin plantarea parcului de lângă turnul de apă (de tip castel) după nici un plan arhitectural. Așadar arhitectura istorică a orașului Dondușeni cunoaște o realizare intensă la sfârșitul perioadei Rusiei Țariste, și va atinge apogeul ei la 1938, când se termină zidirea bisericii Sf. Nicolae care încheie grupul celor cinci monumente istorice arhitecturale ale orașului. 
ECONOMIE ȘI REALIZĂRI. Din punct de vedere economic, declinul a fost simțit mai puțin, în perioada Regatului Român. Din ce s-a realizat la sfârșitul perioadei Rusiei Țariste sunt: stația de pompare spre castelului de apă, două depozite pentru cereale și unei rampa pentru încărcături, doi kilometri de șosea, precum și a trei case de locative pentru mai multe familii. După anul 1905, pe ambele părți ale drumului de acces (astăzi strada Independenței) s-a început construcția primelor case particulare. Peste puțin, prin anul 1910 la Dondușeni au început să se facă iarmaroace, de când localitatea este menționată ca așezare-târg. Spre 1915 aici apar primele mici întreprinderi meșteșugărești și comerciale. În acest an, 6 cârciumioare evreiești cu meșteri neîntrecuți în breasla negoțului și legături vechi cu Podolia alcătuiau toate instituțiile comerciale private din localitate. Olăritul prezintă o poziție dominantă în breasla meșteșugăritului popular, care avea un succes considerabil în mijlocul locuitorilor satelor din împrejurimi. Totuși ,,gara Dondușeni" va fi încă multă vreme un sat mai puțin însemnat decât cele vecine ca: Târnova, Țaul sau Corbu. Localitatea urmează a fi prioritară acestora în perioada sovietică, când locul fabricii de zahăr (respins la Târnova și acceptat aici) va trage balanța priorității, de la fostul raion Tîrnova, spre viitorul centrul administrativ regional, Dondușeni.  

### Perioada Regatului României
În 1918, la 27 martie, Sfatul Țării votează unirea Basarabiei cu România. Ca membru al Sfatului Țării, votează pentru Marea Unire și Simeon Galițchi (11.02.1887 – 22.06.1940). (Acesta era originar din Dondușeni și a fost plutonier major a regimentului de infanterie din Odesa și luptător antisovetic, pentru care fapt moare la 1940 în urma represiunilor staliniste).
ADMINISTRAȚIA ȘI COMERȚUL. În primii ani de administrare română locuitorii gării (orașului Dondușeni) erau scutiți de impozitele funciare și silvice, iar roada și alte bunuri materiale le vindeau după legile libere ale pieței. O creștere mai rapidă a gării Dondușeni se semnifică în anii '30. Localitatea continuă să se extindă de-a lungul căii ferate, având spre anul 1940 câteva străzi. La fel a început să crească numărului de locuitori. Din unele date statistice ale anului 1940 aflăm că la Dondușeni populația constituia circa 1314 suflete.  
ÎNVĂȚĂMÂNTUL ȘI CULTURA. Un primar, un șef de post și unul de gară, 4 jandarmi, un preot și 3 învățători alcătuiau toată intelectualitatea dondușenenilor. În acest an se deschide școala primară de 4 clase. În primăvara anului 1932 pe actualul teren dintre cinematograful „Zorile” și biserica creștină s-a sfârșit construcția edificiului unei hale pentru expoziții de realizări agricole, care a jucat un rol economic și cultural valoros în viața Dondușenilor. (Aici își demonstrau exponatele – cai de o frumusețe rară, animale domestice din cele mai alese, obiecte meșteșugărești și multe alte lucruri – negustorii, țăranii și meșteșugarii  localnici și cei veniți din alte sate și orașe. Hala de expoziții a găzduit și un șir de trupe de circ și teatru, maeștri de artă, fruntași ai vieții publice, militanți de stat și personalități politice ai României. În diferiți ani au dat concerte de binefacere marea rapsoadă a neamului românesc Maria Tănase, cântăreața soprană Tamara Ciobanu și mulți alți oameni de artă, care au onorat cu prezența lor hala). 
ARHITECTURA ROMÂNĂ. În această parte a Moldovei, principiul puterilor vremii, cu privire la monumente de arhitectură, era: decât ,,multe și mărunte", mai bine ,,unul și bun". Altfelzis, de la orașul Bălți până la gara Ocnița, unde s-au ridicat atunci biserici de mare valoare arhitecturală (în stil bizantin și, respectiv, moldo-bucovinian), doar la ,,gara Dondușeni" s-a hotărât susținerea pentru o lucrare similară. De altfel arhitectura română, în orașul Dondușeni, se rezumă cumva la un singur monument, însă, de mare valoare. La 19 decembrie 1938 se sfințește  biserica Sfântul Nicolae, ce a fost construită din piatră tăiată, și este ultimul monument de valoare istorico-arhitecturală din localitate. În ciuda acestui fapt, ca și a celor patru construcții feroviare, cu care a început orașul, și valoarea acestui monument a fost ignorată, prin faptul că strada principală a fost aleasă alta, în timp ce era prevăzută să fie cea de lângă biserică. În urma acestor greșeli ireparabile, cauzate de interesul economic și care, inconștient au lovit în frumusețea orașului încă din vremea așezării lui, responsabilitatea de a opri astfel de acțiuni nechibzuite avea să dea roade în perioada următoare.     

### Anii celui de-al Doilea Război Mondial
Ca și în mai toată Republica Moldova, și aici pe vremea războiului s-au schimbat puterile de administrare, venind pe rând, cea sovietică, apoi, cea românească (care în anii războiului a avut a balansa între planul lui Hitler și scopul unirii), și iarăși cea sovietică (în frunte cu  Stalin). Așadar, de la 26 iunie 1940 soarta Basarabiei de până atunci sau, a RSSM de mai apoi, a urmat a fi hotărâtă prin forță militară. În acest an populația orașului era de 1300 locuitori. La 22 iunie 1941 (odată cu mutarea frontului spre Volgograd) are loc intervenția forțelor regale române, ce mai stăpânesc încă doi ani. Mai mult de jumătate din populația masculină a ,,gării Dondușeni" (orașului) a fost mobilizată la război, iar 17 bărbați au căzut ca eroi, în armata sovietică.

### Ocupația Sovietică
,,CONTINUAREA RĂZBOIULUI" în Moldova Răsăriteană (Basarabia) sunt foamea planificată din 1946-1947, ce a curmat 32 de vieți în localitate, precum și deportările siberiene. În urma „operației de deschiaburire”, la 6 iulie 1949 au fost deportați pe pământul Siberiei 11 familii de buni gospodari din localitate, ce numărau 41 oameni, din care 19 copii. Aceste acțiuni, împreună cu prigoana creștinilor, ce a urmat, au pătat mult noua putere politică, încă de la începutul bunelor fapte ale ei, așa încât nu s-au putut șterge greșelile respective. Noua biserică a fost închisă, creștinii fiind nevoiți să meargă la Corbu sau la Tîrnova. 
REALIZĂRILE ȘI INFRASTRUCTURA au prins contur în perioada sovietică, care a coincis cu apogeul bunăstării materiale și la Dondușeni. Printre marile realizări, la acest domeniu, sunt: reparația generală a căii ferate (pentru trenurile mai grele decât cele de până la anii 60), fabrica de zahăr (1957), care este prima întreprindere industrială din oraș, combinatul de carne, organizația de construcții, întreprinderea de reparație a drumurilor, baza auto și cea petrolieră și alte întreprinderi, așezate, în special, de-a lungul căii ferate. La 9 aprilie în același an localitatea primește statut de orășel și la 1 septembrie își deschide ușile școala medie nr.1, cu 450 locuri.
În anul 1963 Dondușeni devine centru raional și începe intensiv să se dezvolte infrastructura urbană. Urmează asfaltarea și amenajarea străzilor principale, construcția rețelelor (energetice, de comunicare și apeduct), ridicarea blocurilor mari, atât cu destinații tehnice și de publice cât și locative. Se deschid, pe rând, spitalul și policlinica, instituțiile administrative, școlare și preșcolare, casa de cultură, centrul comercial și alte magazine, etc.. 
ARHITECTURA SOVIETICĂ a orașului Dondușeni a urmat a fi prin simplitatea pereților netezi și lipsiți, aproape în totalitate, de elemente reliefate arhitecturale. Trei construcții centrale, acoperite cu plăci de piatră albă, prin dominarea locului unde sunt, au încercat a face ,,înălbirea orașului". Acestea sunt: clădirea administrației raionale, casa de cultură și cea de pe strada Feroviarilor (ce a avut mai multe destinații publice). În rest, majoritatea clădirilor ce sunt în centrul atenției, fiind tencuite, au avut a fi ca ceva frumos, la început și, nu chiar dezgustător mai târziu. Dar cea mai mare greșeală arhitecturală, în această perioadă, a fost tencuirea clădirii gării feroviare, unde ,,șuba" vremii, nu a adus rezultatul așteptat (nici pentru doritorii schimbărilor). Pe de altă parte, în perioada respectivă, arhitectura și esteticul orașului Dondușeni nu au fost prea mult ignorate. Dacă orașul arată, nici pe departe cum prevedea planul arhitectural original, atunci, în comparație cu alte localități cu istorie similară, aici situația la acest capitol e mai mult decât medie. Parcul central, ce nu este deloc mic, a salvat centrul orașului de înghesuiala imobilelor, iar recunoștința pentru faptul că nu s-a renunțat la plantarea lui (ca la multe lucruri bune și bine pornite), se dă administrațiilor anterioare. Monumentul eroilor, din punct de vedere arhitectural, este principalul din cele care mai sunt în parc. Singurul monument arhitectural de lemn a fost casa de ceremonii, din parcul de la marginea sud-estică a orașului. Aceasta era în stil vechi rusesc, destul de frumoasă și deloc mică. Construcția era un tot-întreg pe un plan hexagonal cu două anexe dreptunghiulare. A fost desfăcută în primii ani de la declararea Independenței. De menționat este aspectul interior al clădirii policlinicii, unde lemnul lucrat manual și piatra rar întâlnită (în sedii cu destinație similară) au adus frumosul acolo unde trebuia. Pe cât de straniu, pe atât de real este că și hogeacul fabricii de zahăr e un monument de arhitectură în oraș. Acest turn, ce domină ca o ,,lumânare a recunoștinței" la Dondușeni, este ultima și cea mai impunătoare construcție din cărămidă roșie, ce fiind ridicat aproape peste un secol de la prima (gara), încheie vremea marilor zidiri din acest material. 
De concluzionat este că construcțiile respective sunt rezultatul unor ambiții neclintite și cu bună intenție de a face mai frumos decât se cere, care lucru e demn de urmat. Însă acest lux a coincis de altfel cu apogeul bunăstării materiale a perioadelor respective (țaristă și sovietică), când și veceuri feroviare și respectiv, hogeac mai costisitor decât betonul, au ajuns a fi monumente de arhitectură. În perioada ceva mai scurtă și dintre două războaie grele, nu s-a ajuns până aici, cu greu fiind ridicată biserica. 

### În cadrul Republicii Moldova
REALIZĂRILE ECONOMIE post-sovietice, cele dintâi, au fost și aici privatizările masive. Acestea s-au asemănat mult cu colectivizarea bunurilor, de după 1949, aici fiind un fel de ,,tâlhărie legală" cu direcție inversă și cu rezultat de ,,puțin la mulți" și ,,mult la puțini". Responsabilitatea ultimilor este însă menținerea și dezvoltarea economiei locale, care lucru, cumva s-a reușit (SRL-uri mari și mici). Din marile întreprinderi sovietice, fabrica de zahăr a continuat să funcționeze cel mai mult, după căderea URSS (deși, cu unele pauze, încă aproape 30 de ani). La urmă dă sceptrul, de principal producător economic, eolienelor ce tocmai atunci ajung la Dondușeni, pe același deal. De altfel, montarea acestor dispozitive e cea mai mare realizare economică, la Dondușeni, de la 1989 încoace. Ca și calea ferată, acestea nu sunt răsplata muncii ci, un noroc adus la chemarea reliefului. 
INFRASTRUCTURA perioadei este marcată (și la Dondușeni), în special prin reparația generală multor drumuri și gazeificare, precum și prin înnoirea sau extinderea celorlalte rețele. 
ARHITECTURA MOLDO-BUCOVINIANĂ (specifică bisericilor ortodoxe) este singura ce s-a realizat la Dondușeni, de la declararea Independenței încoace și, prin zidirea celei de a II-a biserici din oraș. La ridicarea noului monument arhitectural, deși făcută cu mici abateri de la stil (atât proporționale cât și detailate), s-a păstrat, în linii generale, originalitatea lui. Din acest punct de vedere, construcția respectivă e ca un simbol de ,,supraviețuire al arhitecturii" în fața betonului, sticlei și meșterilor care fug de ea.
La aniversarea 100 de la întemeiere orașul Dondușeni avea o populație de peste 11.000 de locuitori.

## Demografie

### Structura etnică
Structura etnică a orașului conform recensământului populației din 2004:
| Grup etnic         | Populație | % Procentaj |
| ------------------ | --------- | ----------- |
| Moldoveni / Români | 6.495     | 66,27%      |
| Ucraineni          | 2.055     | 20,96%      |
| Ruși               | 1.146     | 11,69%      |
| Bulgari            | 17        | 0,17%       |
| Evrei              | 12        | 0,12%       |
| Găgăuzi            | 12        | 0,12%       |
| Alții              | 64        |             |
| Total              | 9.801     | 100%        |

Conform datelor recensământului din 2014:
| Grup etnic         | Populație | % Procentaj |
| ------------------ | --------- | ----------- |
| Moldoveni / Români | 4.927     | 69,38%      |
| Ucraineni          | 1.348     | 18,98%      |
| Ruși               | 640       | 9,01%       |
| Găgăuzi            | 22        | 0,31%       |
| Bulgari            | 16        | 0,23%       |
| Etnie nedeclarată  | 111       | 1,56%       |
| Alții              | 37        | 0,52 %      |
| Total              | 7.101     | 100%        |

Limba vorbită de obicei (2014):
- limba moldovenească - 3.272 (46,08%)
- limba rusă - 2.601 (36,63%)
- limba română - 881 (12,41%)
- limba ucraineană - 183 (2,58%)
- altele/nedeclarat - 164 (2,31%)

## Economie
Orașul Dondușeni este un centru industrial, baza economiei locale o constituie producția industrială, astfel în anul 2001 volumul producției totale a cons-tituit 79,6 mln. lei, inclusiv volumul producției indus-triale – 77,1 mln. lei sau 96,8% din totalul producției. În domeniul industrial își desfășoară activitatea 113 agenți economici. Principalii agenți economici din localitate sunt: Red Nord Vest, BTA 9, II Scorpion Matrenciuc, II Cristel Scutari (fabrica panificatie). Pe teritoriul orașului funcționează filiale a 4 bănci comerciale: FinComBank SA , Moldova-Agroindbank SA , Moldinconbank SA, Energbank SA.

## Administrație și politică
Primarul orașului Dondușeni este Ion Zloi (PSRM), reales în noiembrie 2023.
Componența Consiliului local Dondușeni (17 consilieri), ales la 5 noiembrie 2023, este următoarea:
|  | Partid                                       | Consilieri | Componență | Componență | Componență | Componență | Componență | Componență | Componență | Componență | Componență | Componență | Componență | Componență |
|  | -------------------------------------------- | ---------- | ---------- | ---------- | ---------- | ---------- | ---------- | ---------- | ---------- | ---------- | ---------- | ---------- | ---------- | ---------- |
|  | Partidul Socialiștilor din Republica Moldova | 12         |            |            |            |            |            |            |            |            |            |            |            |            |
|  | Partidul Acțiune și Solidaritate             | 3          |            |            |            |            |            |            |            |            |            |            |            |            |
|  | Candidat independent IVAN BELCIUG            | 1          |            |            |            |            |            |            |            |            |            |            |            |            |
|  | Liga Orașelor și Comunelor                   | 1          |            |            |            |            |            |            |            |            |            |            |            |            |

## Infrastructură
Orașul este traversat de autostrada Otaci-Drochia și calea ferată Bălți-Ocnița. În oraș sunt 4.208 case și apartamente, din care 2.022 sau 48% sunt conectate la sistemul centralizat de aprovizionare cu apă. Aprovizionarea cu apă în localitate este asigurată de 15 fântâni arteziene și 1.130 fântâni publice.
În oraș lipsește sistemul de termoficare centralizat. Localitatea este gazificată.
Populația Dondușenilor este de 14.050 persoane: populația din oraș – 11.950 locuitori și din sat – 2.100 locuitori. Populația în vârsta aptă de muncă alcătuiește 8.600 persoane. Sistemul de educație este format din 4 grădinițe de copii și 4 instituții preuniversitare. Ocrotirea sănătății este asigurată de un spital raional, un centru al medicilor de familie, un punct medical în localitatea rurală, centrul de medicină preventivă. În sistemul de ocrotire a sănătății activează 92 medici și 269 lucrători medicali medii. Orașul dispune de 3 centre de cultură, 2 biblioteci publice, o școală muzicală, una de pictură și o școală sportivă.

## Personalități

### Născuți în Dondușeni
- Simeon Galițchi (1887–1940), om politic român
- Josif Landa (1912–2000), poet, romancier, critic și jurnalist brazilian
- Moișe Sambation (1913–1986), scriitor israelian, cercetător al Talmudului și literaturii ebraice
- Lidia Freimane (1920–1992), actriță sovietică letonă și Artist al Poporului din URSS
- Boris Raisov (1928–1985), cântăreț de operă moldovenesc și sovietic
- Leonid Boicu (1931–1997), istoric și cercetător român
- Aleksandr Gelman (n. 1933), dramaturg, scenarist, publicist sovietic și rus
- Tatiana Botnariuc (n. 1967), politiciană moldoveană, deputat.
- Dorin Recean (n. 1974), prim-ministru al Republicii Moldova.